# Cyrtandra elegans
Cyrtandra elegans är en tvåhjärtbladig växtart som beskrevs av Rudolf Schlechter. Cyrtandra elegans ingår i släktet Cyrtandra och familjen Gesneriaceae. Inga underarter finns listade i Catalogue of Life.